# Protohermes motuoensis
Protohermes motuoensis är en insektsart som beskrevs av X.-y. Liu och Ding Yang 2006. Protohermes motuoensis ingår i släktet Protohermes och familjen Corydalidae. Inga underarter finns listade i Catalogue of Life.